# Об'єднаний астрономічний центр
Об'єднаний астрономічний центр (англ. Joint Astronomy Centre, JAC) — колишня астрономічна установа, яка приблизно з 1980 по 2015 рік керувала двома великими телескопами в обсерваторії Мауна-Кеа. Центр базувся в Гіло на Гаваях і діяв від імені міжнародного консорціуму, що складався з Великої Британії, Канади та Нідерландів. Між 2006 і 2015 роками центр також підтримував проєкт Старлінк. Після припинення фінансування країнами-партнерами 1 березня 2015 року Об'єднаний астрономічний центр закрився, а телескоп Джеймса Клерка Максвелла було передано під управління новоствореной Східноазійської обсерваторії.
Основними телескопами, якими керував Об'єднаний астрономічний центр, були:
1. Інфрачервоний телескоп Сполученого Королівства (UKIRT) діаметром 3,8 м.
2. Телескоп Джеймса Клерка Максвелла — субміліметровий телескоп діаметром 15 м.